# Gentilhomme de la chambre
La charge de gentilhomme de la chambre,,, est une charge réelle ou honorifique existant sous l'Ancien Régime en France, et dans différentes cours d'Europe. Le plus souvent, il s'agit d'une charge inférieure à celle de chambellan. Sauf si la charge est purement honorifique, le titulaire règle les différents détails d'intendance de la Maison du souverain.

## France

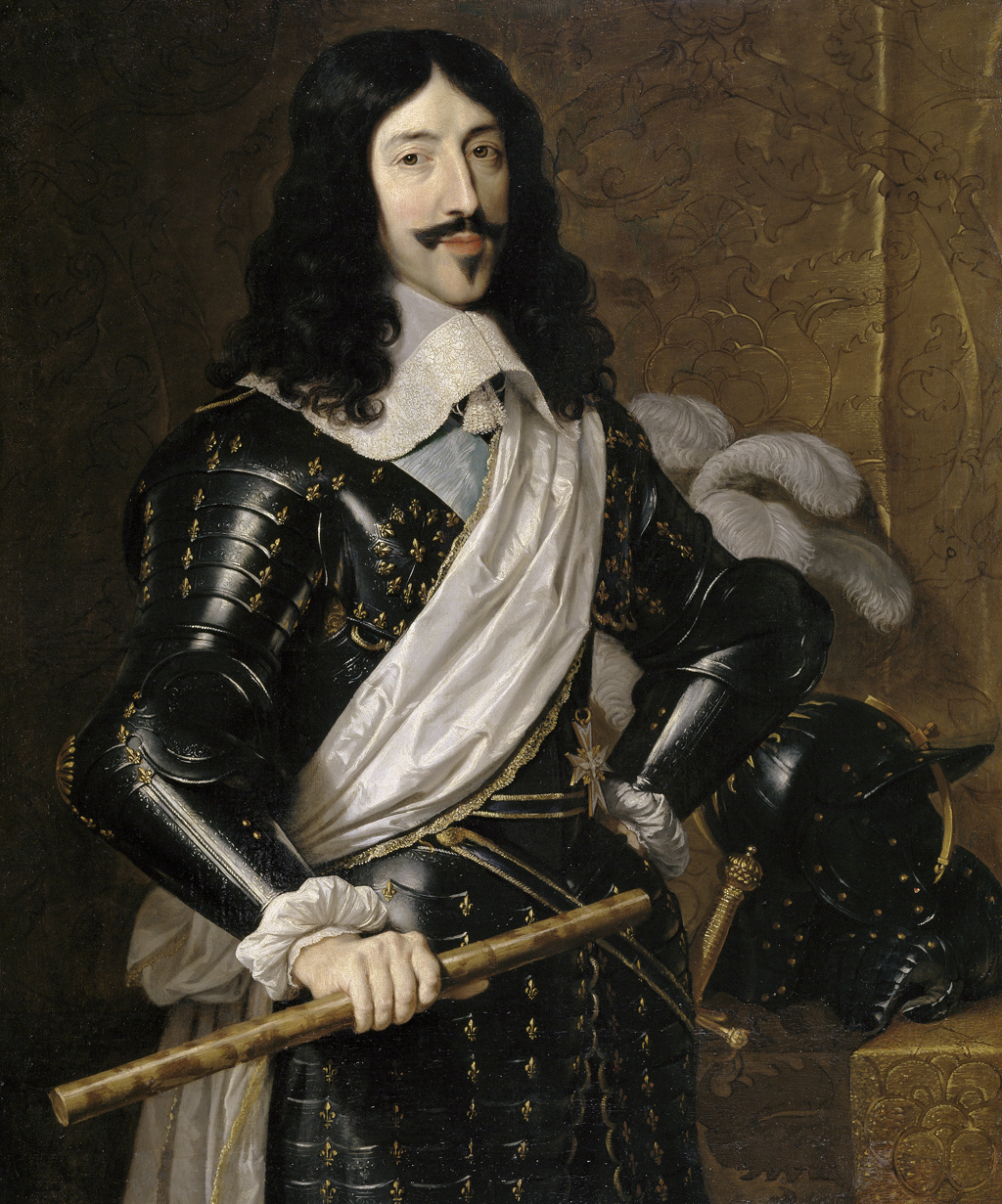
Louis XIII, règne de 1610 à 1643.

François Ier supprime en 1545 la charge de Grand chambrier et institue, pour la remplacer, mais seulement en partie, les deux premières charges de gentilshommes (ou valets) ordinaires de la chambre. Louis XIII crée les deux autres charges de gentilshommes de la chambre, ce qui a continué jusqu’à présent. Les premiers gentilshommes de la chambre du roi sont ainsi depuis le règne de Louis XIII au nombre de quatre. Ils servent une année sur quatre.
Les premiers gentilshommes assistent au petit et au grand lever du roi. Ils donnent la chemise au roi, en l'absence des fils de France, princes du sang, princes légitimés, ou du grand-chambellan[réf. souhaitée]. Ils sont les ordonnateurs des dépenses de la chambre du roi. Un règlement du 8 janvier 1717 prévoit que c'est par ordre du premier gentilhomme en service que sont fournis les ornements, tentures, décorations et luminaires, pour les maisons royales, les églises de Saint-Denis et de Notre-Dame lors des pompes funèbres des rois, reines, fils, filles, petits-fils et petites-filles de France. Ils reçoivent les serments de fidélité de tous les officiers de la chambre, leur donnent les certificats de service : ils donnent l'ordre à l'huissier, par rapport aux personnes qu'il doit laisser entrer. L'article XXXVIII de l'arrêt du Conseil d'État du roi du 18 juin 1757 soumet aux premiers gentilshommes l'administration et la discipline intérieure des comédiens français et des comédiens italiens.
Il existe aussi des charges de gentilshommes ordinaires de la chambre du roi. Ils reçoivent et portent les messages, lettres ou autres communications du roi à Paris, en province et à l'étranger, ils transmettent les compliments ou condoléances du roi aux grands seigneurs et princes étrangers. Ils notifient aux cours étrangères les naissances et les décès au sein de la Famille royale. Ils portent les ordres du roi aux parlements.

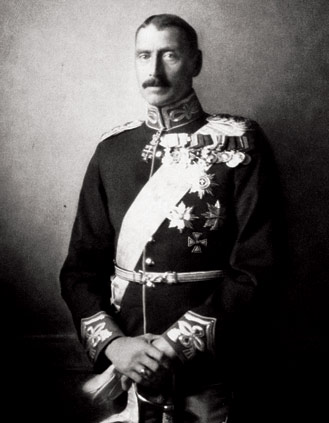
Christian X, règne de 1912 à 1947.

Les offices de la Maison du roi sont anoblissants à titre personnel.[pas clair]

## Danemark
Le Kammerjunker (équivalent en danois) est un titre de la Cour qui n'est plus utilisé, le plus souvent donné aux jeunes hommes nobles, "Junkers", qui avaient la tâche de s'occuper d'une personne princière au Danemark, en particulier à la cour royale. Le Kammerjunker était un grade en dessous d'un chambellan, mais au-dessus d'un page.
Le titre n'a pas été utilisé au Danemark depuis la mort du roi Christian X de Danemark en 1947. Il a finalement été accordé principalement aux jeunes officiers en activité dans des régiments de la Garde. Justus Hartnack, plus tard professeur de philosophie à l'université d'Aarhus, et Christian Frederik von Schalburg, plus tard chef du Libre Corps du Danemark (milice pro-nazie), ont tous deux reçu le titre alors qu'ils étaient des officiers de la Garde royale du Danemark.

Gustave III, règne de 1771 à 1792.

## Suède
Le kammarjunkare est serviteur de la Cour qui a rang après le chambellan (kammarherre) et son assistant dans le service, ou seulement, une personne honorée du titre sans fonctions correspondantes.
En 1783, Gustave III de Suède a établi vingt-quatre nouvelles charges sous ce nom. Le rôle de cette charge a été établi en 1783 :
- le överstekammarjunkare est un grand emploi de la Cour avec le rang de lieutenant général (generallöjtnant) ;
- le kammarjunkare avait le grade de major.